# Costa Khaiseb
Costa Khaiseb (sinh ngày 23 tháng 11 năm 1980 ở Windhoek) là một tiền đạo bóng đá người Namibia và là một phần của Đội tuyển bóng đá quốc gia Namibia. 
Anh thi đấu cho câu lạc bộ Namibia Ramblers giai đoạn 2002–2006, cho Black Leopards ở mùa giải 2006-07 và trở lại Ramblers thi đấu đến hết mùa giải 2009-10. Anh từng là một phần của Namibian tham dự vòng loại World Cup 2010.